# Saint-Germain-la-Montagne
Saint-Germain-la-Montagne är en kommun i departementet Loire i regionen Auvergne-Rhône-Alpes i centrala Frankrike. Kommunen ligger i kantonen Belmont-de-la-Loire som tillhör arrondissementet Roanne. År 2022 hade Saint-Germain-la-Montagne 215 invånare.

## Befolkningsutveckling
Antalet invånare i kommunen Saint-Germain-la-Montagne
| Referens: INSEE |